# Justicia ruwenzoriensis
Justicia ruwenzoriensis är en akantusväxtart som beskrevs av C. B. Cl.. Justicia ruwenzoriensis ingår i släktet Justicia och familjen akantusväxter. Inga underarter finns listade i Catalogue of Life.